# Luther Reigns
Matthew Robert Wiese, meglio conosciuto come Luther Reigns (New York, 22 settembre 1971), è un ex wrestler statunitense, noto per i suoi trascorsi nella World Wrestling Entertainment tra il 2004 e il 2005.

## Carriera

### World Wrestling Entertainment (2004–2005)
Dopo aver combattuto alcuni dark match nel 2003 con il ring-name di Horshu, Wiese fu promosso nel roster principale della World Wrestling Entertainment (WWE) nell'aprile del 2004. Fece il suo debutto con lo pseudonimo di Luther Reigns, diventando l'assistente dell'allora General Manager (GM) di SmackDown!, Kurt Angle. Reigns esordì nel ring nella puntata di Velocity del 15 giugno 2004, sconfiggendo Funaki in pochi minuti. Due settimane dopo, a The Great American Bash, sconfisse Charlie Haas, ex membro del Team Angle. Nel mese di settembre Reigns iniziò a fare coppia con Mark Jindrak, nuovo membro della Honor Society di Kurt Angle.
Nel febbraio del 2005 Luther Reigns e Mark Jindrak iniziarono un breve feud con The Undertaker. Nella puntata di SmackDown! del 17 febbraio Reigns attaccò il Deadman con una telecamera dopo che quest'ultimo aveva sconfitto Jindrak. Il 20 febbraio, a No Way Out, Reigns affrontò The Undertaker nel match più importante della sua carriera; nonostante una buona prestazione, perse l'incontro dopo che Jindrak venne cacciato da bordo ring. Il 24 febbraio Reigns e Jindrak persero un Handicap match contro The Undertaker e al termine del match iniziarono a litigare. Nella puntata di SmackDown! del 3 marzo, dopo essere stati sconfitti in un Tag Team match da Eddie Guerrero e Rey Mysterio, Reigns e Jindrak si attaccarono a vicenda. La settimana successiva i due si affrontarono in un incontro decisivo ma a vincere fu Jindrak.
L'11 maggio 2005 Luther Reigns venne licenziato dalla WWE e nell'ottobre successivo, annunciò il suo ritiro dal mondo del wrestling.

## Nel wrestling

### Mosse finali
- Come Horshu
  - Diving Clothesline
  - Diving shoulder block
  - Ropewalk elbow drop
  - Shu-icide (Sitout powerslam)
- Come Luther Reigns
  - Reign of Terror (Inverted facelock seguito da una Facebuster)
  - Reigns Supreme (Sitout powerslam)

### Musiche d'ingresso
- Money dei Pink Floyd
- Reigning di Jim Johnston

## Titoli e riconoscimenti
- AWA Superstars of Wrestling
  - AWA Superstars of Wrestling World Heavyweight Championship (1)
- Pro Wrestling Illustrated
  - 80º nella classifica dei 500 migliori wrestler singoli su PWI 500 (2004)